# ASL Sencorp

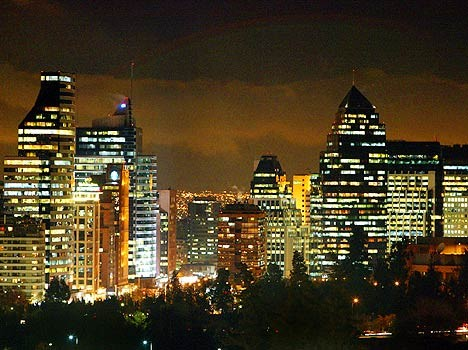
Centro Financiero de Santiago.

ASL Sencorp es una inmobiliaria de Chile. Su presidente es Abraham Senerman Lamas, arquitecto e hijo de inmigrantes judío-rusos. Senerman levantó su primer edificio en 1962 y se estima que ha edificado más de un millón de metros cuadrados.
La empresa ha contribuido en el desarrollo del centro financiero de Santiago, en el sector de El Bosque. Ha levantado diversas torres como los edificios de Las Industrias y del Pacífico, las Torres de Vitacura  torre titanium la portada, parque titanium constituido por tres torres de 23 pisos, edificio el bosque 500, edificio parque san luis,torre millenium y el edificio Costanera Norte. 
La empresa también desarrolla proyectos de primera y segunda vivienda. 
Recientemente, ASL Sencorp se asoció con el grupo Bethia para desarrollar la Inmobiliaria Titanium S.A. (Titanium La Portada), ambos con el 50 % de la propiedad. El propósito de este emprendimiento es el desarrollo de proyectos, siendo la torre Titanium su primer proyecto. El edificio tiene 52 pisos y es considerado el primer  “edificio verde” en Chile. 
Titanium también ha anunciado una inversión de 500 millones de dólares para desarrollar el sector de Las Salinas en Viña del Mar. Senerman también anunció su intención de desarrollar proyectos en Perú y de transar acciones en la Bolsa de Santiago a partir del 2009. 
Hoy ASL Sencorp, junto a Bethia e Inversiones Muni está desarrollando el proyecto Parque Titanium. En una ubicación con salida directa a la vía Costanera Sur, Parque Titanium está compuesto por tres edificios de oficinas, emplazados en un parque de más de cuatro hectáreas de uso público.